# Llista de rècords de l'UCI ProTour
Aquesta és una llista de rècords de la competició ciclista UCI ProTour. Els ciclistes en negreta encara estan en actiu.

## Rècords individuals

### Més campionats UCI ProTour
|   | Ciclista           | Nacionalitat | Campionats     |
| - | ------------------ | ------------ | -------------- |
| 1 | Alejandro Valverde | Espanya      | 2 (2006, 2008) |
| 2 | Danilo Di Luca     | Itàlia       | 1 (2005)       |
| 2 | Cadel Evans        | Austràlia    | 1 (2007)       |

### Més punts UCI ProTour
|   | Ciclista           | Nacionalitat | Punts |
| - | ------------------ | ------------ | ----- |
| 1 | Alejandro Valverde | Espanya      | 694   |
| 2 | Cadel Evans        | Austràlia    | 593   |
| 3 | Davide Rebellin    | Itàlia       | 464   |

Per una llista completa, vegeu Rècord de punts a l'UCI ProTour.

### Més punts UCI ProTour en una temporada
|   | Ciclista           | Nacionalitat | Punts      |
| - | ------------------ | ------------ | ---------- |
| 1 | Alejandro Valverde | Espanya      | 285 (2006) |
| 2 | Cadel Evans        | Austràlia    | 247 (2007) |
| 3 | Danilo Di Luca     | Itàlia       | 229 (2005) |

### Més victòries UCI ProTour
|   | Ciclista            | Nacionalitat | Victòries |
| - | ------------------- | ------------ | --------- |
| 1 | Alessandro Petacchi | Itàlia       | 24        |
| 2 | Robbie McEwen       | Austràlia    | 24        |
| 3 | Tom Boonen          | Bèlgica      | 19        |

Per una llista completa, vegeu Rècord de victòries a l'UCI ProTour.

### Més victòries UCI ProTour en una temporada
|   | Ciclista            | Nacionalitat | Victòries |
| - | ------------------- | ------------ | --------- |
| 1 | Alessandro Petacchi | Itàlia       | 15 (2005) |
| 2 | Tom Boonen          | Bèlgica      | 8 (2006)  |
| 2 | Alessandro Petacchi | Itàlia       | 8 (2007)  |

### Campió més vell de l'UCI ProTour
|   | Ciclista           | Nacionalitat | Edat                     |
| - | ------------------ | ------------ | ------------------------ |
| 1 | Cadel Evans        | Austràlia    | 30 anys, 248 dies (2007) |
| 2 | Danilo Di Luca     | Itàlia       | 29 anys, 273 dies (2005) |
| 3 | Alejandro Valverde | Espanya      | 28 anys, 148 dies (2008) |

### Campió més jove de l'UCI ProTour
|   | Ciclista           | Nacionalitat | Edat                     |
| - | ------------------ | ------------ | ------------------------ |
| 1 | Alejandro Valverde | Espanya      | 26 anys, 159 dies (2006) |
| 2 | Alejandro Valverde | Espanya      | 28 anys, 148 dies (2008) |
| 3 | Danilo Di Luca     | Itàlia       | 29 anys, 273 dies (2005) |

### Guanyador més vell d'una prova de l'UCI ProTour
|   | Ciclista        | Nacionalitat | Edat                                          |
| - | --------------- | ------------ | --------------------------------------------- |
| 1 | Robbie McEwen   | Austràlia    | 37 anys, 75 dies (Vattenfall Cyclassics 2008) |
| 2 | Jens Voigt      | Alemanya     | 35 anys, 335 dies (Deutschland-Tour 2007)     |
| 3 | Davide Rebellin | Itàlia       | 35 anys, 259 dies (La Fletxa Valona 2007)     |

### Guanyador més jove d'una prova de l'UCI ProTour
|   | Ciclista        | Nacionalitat    | Edat                                             |
| - | --------------- | --------------- | ------------------------------------------------ |
| 1 | Thomas Dekker   | Països Baixos   | 21 anys, 220 dies (Tirreno-Adriatico 2006)       |
| 2 | Vincenzo Nibali | Itàlia          | 21 years, 286 dies (GP Ouest France-Plouay 2006) |
| 3 | Roman Kreuziger | República Txeca | 22 anys, 47 dies (Volta a Suïssa 2008)           |

### Més victòries en curses UCI ProTour
|   | Ciclista       | Nacionalitat | Victòries |
| - | -------------- | ------------ | --------- |
| 1 | Danilo Di Luca | Itàlia       | 5         |
| 2 | Tom Boonen     | Bèlgica      | 4         |
| 2 | Óscar Freire   | Espanya      | 3         |

### Més victòries en una cursa UCI ProTour
|   | Ciclista      | Nacionalitat | Victòries              |
| - | ------------- | ------------ | ---------------------- |
| 1 | Tom Boonen    | Bèlgica      | 2 (Tour de Flandes)    |
| 1 | Paolo Bettini | Itàlia       | 2 (Volta a Llombardia) |
| 1 | Jens Voigt    | Alemanya     | 2 (Deutschland-Tour)   |
| 1 | Denís Ménxov  | Rússia       | 2 (Volta a Espanya)    |

## Equips
Els equips en negreta encara participen en l'UCI ProTour.

### Més punts UCI ProTour en una temporada
|   | Equip    | Nacionalitat | Punts      |
| - | -------- | ------------ | ---------- |
| 1 | Team CSC | Dinamarca    | 392 (2007) |
| 2 | Team CSC | Dinamarca    | 390 (2005) |
| 3 | Team CSC | Dinamarca    | 388 (2006) |

### Més victòries UCI ProTour en una temporada
|   | Equip                 | Nacionalitat | Punts     |
| - | --------------------- | ------------ | --------- |
| 1 | Team CSC              | Dinamarca    | 21 (2006) |
| 2 | Fassa Bortolo         | Itàlia       | 19 (2005) |
| 3 | Quick Step-Innergetic | Bèlgica      | 17 (2006) |
| 3 | Columbia              | Estats Units | 17 (2008) |